# London Stock Exchange Group
Le London Stock Exchange Group , également connu sous le nom de LSEG, est un fournisseur mondial de données et d'infrastructures sur les marchés financiers. Basé à Londres, Royaume-Uni. Le groupe possède la Bourse de Londres (sur lequel il est également coté), Refinitiv, FTSE Russell (en), LSEG Technology et des participations majoritaires dans la chambre de compensation LCH et Tradeweb (en). Le dirigeant actuel du LSEG est David Schwimmer (en).

## Histoire
Le London Stock Exchange Group est la résultante du développement géographique et sectoriel du London Stock Exchange : la Bourse de Londres. 
En 2007, le London Stock Exchange Group est créé par la fusion des Bourses de Londres et de Milan, après le rachat de la seconde par la première pour 1,5 milliard d'euros.
En 2009, LSEG fait l'acquisition de MillenniumIT ESP (en), une société de logiciels sri-lankaise. Son système informatique est ensuite étendu aux différentes filiales du groupe. En décembre de la même année, LSE Group lance une offre d'achat pour acquérir une participation de 60 % de la place de marché alternative Turquoise avant de fusionner cette dernière avec sa filiale Baikal.  Dans le même temps, LSEG annonce vendre à la suite de cette acquisition 9 % de celle-ci à d'autres investisseurs.
En février 2011, LSEG annonce sa fusion avec son homologue canadien TMX, qui gère les Bourses de Toronto et de Montréal. Les deux groupes sont alors valorisés 3,25 milliards de dollars pour LSEG et 2,99 milliards de dollars pour TMX.  La répartition du capital proposée est de 55 % par les actionnaires de LSEG et de 45 % par ceux de TMX. Le projet de fusion échoue finalement en juin 2011. Les actionnaires du Groupe TMX préfèrent  vendre leurs parts à la société d'investissement canadienne Maple Group, qui avait fait une offre concurrente d'un montant supérieur payable comptant plutôt que sous forme d'échange d'actions,. Cette fusion aurait conduit à la création du plus grand groupe mondial de gestion de places boursières, par le nombre de sociétés côtées (plus de 6 000) et par l'importance de ces dernières, notamment dans le domaine des industries de l'énergie et des mines.
En 2012, LSEG entre au capital de la Bourse de New Delhi (en) à hauteur de 5 % . Cette place boursière a disparu en 2017, à la suite de l'identification de malversations en 2014.
En juin 2014, LSEG acquiert Russell Investments, une entreprise de services financiers gérant également un important fonds d'investissement, pour 2,7 milliards de dollars. En juillet 2014, Qatar Holding annonce la vente d'un tiers des 15 % des parts qu'il détient dans LSEG pour 260 millions de livres.
En mai 2015, LSEG scindes les activités de Russell Investments. Les activités de gestion d'actifs sont conservées dans  Russell Investments et l'entreprise vendue à TA Associates en octobre 2015. L'activité d'éloboration d'indices boursiers (les Russell Indexes (en)) est conservée par LSEG est logée dans une filiale nommée FTSE Russell (en).
En février 2016, le LSEG et Deutsche Börse annoncent leur intention de fusionner. En février 2017, LSEG annule de facto sa fusion avec Deutsche Börse, en refusant les ventes d'actifs en Italie demandées par la Commission européenne pour préserver la concurrence. En conséquence, les institutions européennes s'opposent à la fusion.
En mai 2017, LSE annonce l'acquisition de Yield Book, filiale de Citigroup, pour 685 millions de dollars.
En juillet 2019, LSEG négocie l'acquisition de Refinitiv auprès de Blackstone et de Thomson Reuters pour 27 milliards de dollars, en plus de la reprise des dettes de l'entreprise. Cette acquisition est effective en janvier 2021. Par la même occasion, LSEG devient l'actionnaire majoritaire de Tradeweb (en), dont Refinitiv possédait 52% du capital.
En septembre 2019, le Hong Kong Exchanges and Clearing (holding de la Bourse de Hong Kong) lance une offre publique d'achat de 31,6 milliards de livres (dette comprise) pour prendre le contrôle du LSEG. Cette offre est motivée par la nécessité pour le groupe chinois d'atteindre une taille critique à l'échelle internationale et d'acquérir LSEG, avant qu'il ne devienne trop important avec l'intégration prochaine de Refinitiv. Le conseil d'administration du LSE Group rejette à l'unanimité cette offre, la jugeant « trop basse, politiquement risquée et sans intérêt stratégique ». Le 8 octobre, après quelques jours de rumeurs de marché misant sur une revalorisation de l'offre, Hong Kong Exchanges and Clearing annonce finalement renoncer à son projet.
En septembre 2020, à l'approche de l'acquisition effective de Refinitiv, LSE Groupe annonce la mise en vente de la Bourse de Milan pour satisfaire les autorités de la concurrence. Deutsche Börse, SIX Group et Euronext se positionnent pour acquérir la bourse italienne,. Euronext est finalement sélectionné et la vente réalisée pour 4,4 milliards d'euros en avril 2021,.

## Activités
À la suite du rachat de Refinitiv, LSE Group s'est réorganisé en trois principales activités :
- « Capital Markets » fondée sur l'activité historique de la Bourse de Londres de gestion des opérations de marché, où s'intègrent également les activités de Tradeweb (en) et LSEG Technology.
- « Data & Analytics » composée principalement du cœur de métier de Refinitiv de production et de diffusion d'informations financières.
- « Post-market » basée sur les opérations de sa chambre de compensation LCH.

## Organisation

### Direction actuelle
- Président : Don Robert (en)[30]
- Directeur général : David Schwimmer (en)[30]

### Anciens présidents
- Chris Gibson-Smith (en) (2007–2015)[31]
- Donald Brydon (en) (2015–2018)[32]

### Anciens directeur généraux
- Clara Furse (2007–2009)[33]
- Xavier Rolet (2009–2017)[34]

## Principaux actionnaires du LSE
Au 31 décembre 2019 : 
| Qatar Holding                     | 10,2% |
| Qatar Investment Authority        | 10,0% |
| Lindsell Train                    | 6,89% |
| Capital Research & Management     | 6,38% |
| Horizon Kinetics Asset Management | 5,93% |
| Kinetics Asset Management         | 4,60% |
| BlackRock Investment Management   | 4,57% |
| Invesco Asset Management          | 4,19% |
| Fidelity Management & Research    | 2,80% |
| The Vanguard Group                | 2,53% |